# Agapetus bidens
Agapetus bidens är en nattsländeart som beskrevs av Mclachlan 1875. Agapetus bidens ingår i släktet Agapetus och familjen stenhusnattsländor. Utöver nominatformen finns också underarten A. b. brevidens.